# Carlos Iafigliola
Carlos Alberto Iafigliola Pimentel (Montevideo, 1 de febrero de 1963) es un político uruguayo perteneciente al Partido Nacional.

## Biografía

### Primeros años y educación
Nació el 1 de febrero de 1963 en el barrio montevideano de Buceo. Comenzó a militar en el Partido Nacional en la década de 1980, mientras estudiaba en la Facultad de Ingeniería de la Universidad de la República; integró un movimiento estudiantil cristiano que realizó una alianza con la Corriente Gremial Universitaria. Tras abandonar sus estudios de ingeniería, se diplomó en marketing por la Universidad Católica del Uruguay.

### Carrera política
En 2003 fundó la Corriente Social Cristiana (Lista 252) en el Partido Nacional. En las elecciones municipales de 2005 fue electo Edil de Montevideo. Fue reelecto en el cargo en 2010.
En las elecciones generales de 2009 fue candidato a Representante Nacional, sin resultar electo. En enero de 2013 confirmó que su lista abandonaría el sector Alianza Nacional, y apoyaría al Espacio 40 de Javier García Duchini.
En las elecciones de 2014 fue electo suplente del representante nacional Rodrigo Goñi Reyes. En noviembre de 2018 fue uno de los promotores de la recolección de firmas para la consulta popular para convocar a un referéndum de derogación de la Ley N° 19.684, conocida como «Ley Integral para Personas Trans».
En noviembre de 2017 lanzó su precandidatura para las elecciones internas de 2019, como líder del sector Adelante y de la Corriente Social Cristiana. En febrero de 2018 inició su campaña con gira por el interior del país. Finalmente, en los comicios realizados el 30 de junio de 2019 resultó en quinto lugar del Partido Nacional, con el 0.37 % de los votos. En las elecciones nacionales del 27 de octubre de 2019 su lista al Senado obtuvo 6.857 votos. 
En septiembre de 2020 comenzó a desempeñarse como asesor en comunicación de Gabriel Gurméndez, presidente de la Administración Nacional de Telecomunicaciones. Fue candidato en las elecciones internas de 2024, quedando en cuarto lugar entre los precandidatos del Partidos Nacional, con el 0,3 %.

## Pensamiento
Adoptando ideas conservadoras a nivel social, Iafigliola se ha posicionado en contra del aborto, el matrimonio igualitario, y la legalidad del cannabis en Uruguay. Su programa propuesto de seguridad –«Impakto»– de cara a las elecciones internas de 2024 se inspiró ampliamente en las políticas del presidente salvadoreño Nayib Bukele.

## Vida personal
En 1988 contrajo matrimonio con Ana Fabra, con tiene dos hijas. Profesa la fe católica.